# 第7空軍師団
第7空軍師団（だい7くうぐんしだん、ドイツ語：7. Luftwaffendivision）は、ドイツ連邦空軍の空軍師団の一つ。前身部隊は西ドイツ北中部を担任していたが、再編成により防衛戦略上の要衝とみなされた西ドイツ北部のシュレースヴィヒ＝ホルシュタイン州に移転する。

## 歴史
1960年にノルトライン＝ヴェストファーレン州ミュンスターにて北部空軍コマンドとして編成され北部空軍グループ司令部の隷下におさまる。1962年に北部飛行師団に改編される。1963年1月22日に再編成命令が発令され西ドイツ北部地域の防衛を担当すべく、同年4月1日に第7空軍師団に改称し、師団司令部をシュレースヴィヒ＝ホルシュタイン州レンツブルクに移転する。
再編成により師団には次の部隊が隷下におさまった。第35戦闘爆撃航空団（フーズム）、第52偵察航空団（エッゲベク）、第72戦闘航空団（レック）、第3防空ミサイル連隊（レンツブルク）、第37通信連隊（レンツブルク、旧第34通信連隊）、第7空軍補給連隊（フーズム）、第1空軍訓練連隊（ピンネベルク）であった。
1967年9月1日の命令に基づき1968年4月1日に第7空軍師団は解隊する。隷下の3個航空団は第3空軍師団に配転され、第3防空ミサイル連隊と第37通信連隊は第4に改称し、他の2個連隊は第6空軍師団に配転される。空軍師団の主任務は仮想敵空軍と地上軍の侵攻に対抗する事とされていた。

## 歴代師団長
| 代 | 氏名                                             | 着任          | 離任          |
| -- | ------------------------------------------------ | ------------- | ------------- |
| 1  | ヘルベルト・ヴェーネルト空軍少将 Herbert Wehnelt | 1963年        | 1965年        |
| 2  | エルヴィン・ヴィッカー空軍少将 Erwin Wicker      | 1965年        | 1966年3月31日 |
| 3  | ヘルムート・マールケ空軍少将 Helmut Mahlke       | 1966年4月1日  | 1966年9月30日 |
| 4  | ギュンター・ポロル空軍少将 Günter Proll          | 1966年10月1日 | 1968年3月31日 |